# Лада Брашованова
Лада Стоянова Брашованова–Станчева е българска музиколожка.

## Биография
Родена е на 11 февруари 1929 г. в София. Баща ѝ е музиковедът проф. Стоян Брашованов. През 1947 г. завършва класическия и реалния отдел на Първа софийска девическа гимназия, през 1951 г. – теоретичния и през 1953 г. – изпълнителския отдел на Държавната музикална академия в София. От 1947 до 1967 г. дава частни уроци, публикува статии и концертни критики. През 1967 – 1977 г. е завеждащ Музикална редакция във Външно търговско дружество „Хемус“. В периода 1981 – 1984 г. завежда отдел „Музика“ в Центъра за художествена самодейност. Омъжена е за проф. инж. Стефан Станчев, дългогодишен ръководител на катедра във Висшия институт по архитектура и строителство.
Членува в Съюза на българските композитори и в Съюза на учените в България. Авторка е на книги, студии, статии, рецензии, публикувани в България и чужбина. Многократно е член на жури на музикални конкурси в България и чужбина. Удостоена е с орден „Кирил и Методий“, носителка е на международен Моцартов медал.
Умира на 10 ноември 2020 г.
Личният ѝ архив се съхранява във фонд 1417 в Централния държавен архив. Той се състои от 419 архивни единици от периода 1909 – 2011 г.